# Борисов, Юрий Павлович (хоккеист)
Юрий Павлович Борисов (род. 1937) — советский хоккеист, нападающий.

## Биография
Выступал за ленинградские команды «Кировец» (1957/58 — 1961/62), «Спартак» (1962/63 — 1964/65), «Динамо» (1965/66 — 1967/68). В чемпионате СССР провёл шесть сезонов (1957/58 — 1962/63).